# Corriente de Sagitario
En astronomía, la corriente de Sagitario es una estructura larga y compleja formada por estrellas que envuelven la Vía Láctea en una órbita que casi cruza los polos galácticos. Está formada por estrellas desgarradas de la galaxia elíptica enana de Sagitario, por causa de las mareas galácticas, resultado del proceso de fusión con la Vía Láctea durante un período de miles de millones de años.
Esta corriente estelar fue propuesta originalmente en 1995 por Donald Lynden-Bell tras analizar la distribución de los cúmulos globulares en la Vía Láctea. La estructura real fue identificada en 2002 por el equipo de la profesora Newberg, además de por el equipo de Steve Majewski en 2003, utilizando datos de los proyectos 2MASS y Sloan Digital Sky Survey. En 2006, Belokurov y sus colaboradores descubrieron que la corriente de Sagitario tiene dos ramas.
Cuando el objeto progenitor se fragmentó durante la interacción, envió oscilaciones (análogas a las ondas sonoras) a través de la estructura del brazo espiral de la Vía Láctea. Los efectos de estas se observan hoy en día como capas de distribuciones estelares alternativamente más densas y más dispersas, por encima y por debajo del Sistema Solar. En la actualidad, la posición de la corriente de Sagitario en relación con las capas observadas hace que la galaxia elíptica enana de Sagitario sea la candidata más probable para este objeto intruso.